# Alexandra do Nascimento-Martínez
Alexandra Priscilla do Nascimento-Martínez (ur. 16 września 1981 w Limeira) – brazylijska piłkarka ręczna, reprezentantka kraju, grająca na pozycji prawoskrzydłowej. Mistrzyni Świata 2013. Obecnie występuje w rumuńskim HCM Baia Mare.
Wychowanka Jundiaí Handebol Clube. Zaczęła grać w piłkę ręczną w wieku dziesięciu lat.
8 stycznia 2013 została wybrana najlepszą piłkarką ręczną na świecie roku 2012.

## Życie prywatne
W 2011 wyszła za mąż, za Patricio Martíneza, chilijskiego szczypiornistę.

## Sukcesy
- mistrzostwo Austrii:  (2004, 2005, 2006, 2007, 2008, 2009, 2010, 2011, 2012, 2013, 2014)
- puchar Austrii:  (2004, 2005, 2006, 2007, 2008, 2009, 2010, 2011, 2012, 2013, 2014)
- finalistka Ligi Mistrzyń:  (2008)
- wicemistrzostwo Rumunii:  (2015)
- puchar Rumunii:  (2015)
- trzykrotna olimpijka (2004, 2008, 2012)
- igrzyska panamerykańskie:  (2003, 2007, 2011)
- mistrzostwa Ameryki:  (2003, 2005, 2007, 2011, 2013, 2015);  (2009)
- Mistrzostwa świata w piłce ręcznej kobiet:  (2013)

## Nagrody indywidualne
- Wybrana najlepszą piłkarką ręczną świata roku 2012
- Najlepsza strzelczyni mistrzostw świata 2011